# ميناء مرسين
ميناء مرسين (بالتركية: Mersin Limanı)‏، هو ميناء بحري رئيسي يقع على الساحل الشمالي الشرقي للبحر الأبيض المتوسط في مرسين، جنوب تركيا. باعتباره واحد من أكبر الموانئ في البلاد، فهو البوابة الرئيسية لتركيا إلى البحر الأبيض المتوسط. تم بناؤه خلال خمسينسات القرن العشرين كمشروع حكومي كبير. الميناء هو ثاني أكبر ميناء في البلاد بعد أمبرلي، بالقرب من إسطنبول. الميناء مملوك لشركة السكك الحديدية التركية، تم نقل حق تشغيل الميناء إلي اتحاد بي إس ايه الدولية وأفكن القابضة في 11 مايو 2007 لمدة 36 عامًا.